# 외어흐 뵈메
외어흐 뵈메 (Jörg Böhme, 1974년 1월 22일, 작센안할트주, 호헨묄젠 ~) 은 은퇴한 독일의 축구 선수이다.

## 클럽 경력
그는 FC 카를 차이스 예나에서 프로무데에 데뷔하였고, 이후 1. FC 뉘른베르크, 아인트라흐트 프랑크푸르트, TSV 1860 뮌헨, 아르미니아 빌레펠트, FC 샬케 04, 그리고 보루시아 묀헨글라트바흐를 거쳤다. 이중 FC 샬케 04 소속으로 2001년과 2002년에 DFB-포칼 우승을 거두었다. 2006년 5월 묀헨글라트바흐에서 자유계약으로 풀려난 수, 뵈메는 친정 클럽인 아르미니아 빌레펠트와 12개월 계약 (출장에 비례한 주급 계약) 을 2006-07 시즌을 앞두고 체결하였다. 그는 2시즌간 빌레펠트에서 활약한 후, 2008년에 은퇴하였다.

## 국가대표팀 경력
그는 독일 축구 국가대표팀의 미드필더로 2001년과 2003년 사이에 10번 출전하여 1골을 득점하였다. 그는 독일이 준우승을 거두었던 2002년 FIFA 월드컵의 최종 엔트리에 포함되었다. 그가 최종 엔트리에 발탁된 이유는 우수한 왼발 능력과 세트피스에서의 우위를 점하기 위함이었다.